# Caravaggio (trein)
De Caravaggio was een Europese internationale trein op de verbinding Parijs - Milaan en is genoemd naar de Italiaanse schilder Caravaggio. Anno 2020 gebruikt de SNCF de naam niet meer voor haar TGV-verbinding Parijs-Milaan.

## EuroCity
Op 15 december 2003 werd de Caravaggio in het EuroCity net opgenomen als derde TGV tussen Parijs en Milaan. De trein verving de EC Mont Cenis op de route via de Fréjustunnel. Hierdoor reden er drie TGV's per dag per richting tussen Parijs en Milaan. De dienst werd tot in 2011 uitgevoerd door de Frans-Italiaanse spoorwegmaatschappij Artesia.

### Rollend materieel
De dienst wordt verzorgd met TGV-R treinstellen van de SNCF.

### Route en dienstregeling
| HEEN↓ | land      | station                | ↑TERUG |
| ----- | --------- | ---------------------- | ------ |
|       | Frankrijk | Paris Gare de Lyon     |        |
|       | Frankrijk | Lyon-Saint-Exupéry TGV |        |
|       | Frankrijk | Chambéry               |        |
|       | Frankrijk | St Jean de Maurienne   |        |
|       | Frankrijk | Modane                 |        |
|       | Italië    | Bardonecchia           |        |
|       | Italië    | Oulx C.C.S.            |        |
|       | Italië    | Torino Porta Susa      |        |
|       | Italië    | Vercelli               |        |
|       | Italië    | Novara                 |        |
|       | Italië    | Milano Centrale        |        |

Voor het TGV-net is een basistunnel tussen St Jean de Maurienne en Susa in aanbouw. Zodra deze voltooid is zullen TGV's van Parijs naar Milaan van deze tunnel gebruik gaan maken.